# Canton de Saint-Nom-la-Bretèche
Le canton de Saint-Nom-la-Bretèche est une ancienne division administrative française, située dans le département des Yvelines et la région Île-de-France.

## Composition
Le canton de Saint-Nom-la-Bretèche comprenait 8 communes jusqu'en mars 2015 : 
- Bailly : 4 094 habitants,
- Chavenay : 1 752 habitants,
- L'Étang-la-Ville : 4 496 habitants,
- Feucherolles : 2 806 habitants,
- Noisy-le-Roi : 7 718 habitants,
- Rennemoulin : 128 habitants,
- Saint-Nom-la-Bretèche : 4 966 habitants,
- Villepreux : 9 601 habitants.

## Représentation
| Période | Période           | Identité                   | Étiquette            | Qualité |
| ------- | ----------------- | -------------------------- | -------------------- | --- |
| 1967    | 1970              | René Crozet (1932-2021)    | PSU                  | Suppléant de Michel Rocard, député (1969-1973)                                                                                 |
| 1970    | 1971 (annulation) | Jacques Gillet (1906-1985) | SFIO                 | Maire de Villepreux (1946-1971)                                                                                                |
| 1971    | 1994              | Robert Brame (1928-2004)   | UDR puis RPR         | Maire de Noisy-le-Roi (1959-1995)                                                                                              |
| 1994    | 2008              | Colette Le Moal            | DVD puis UDF puis NC | Députée (2008-2010) (suppléante de Christian Blanc) Maire de Bailly (1977-1995) Vice-Présidente du Conseil Général (2001-2008) |
| 2008    | 2015              | Michel Colin               | NC-UDI               | Retraité Maire de Noisy-le-Roi (1995-2014)                                                                                     |

## Démographie
| 1968   | 1975   | 1982   | 1990   | 1999   | 2006   | 2011   | 2012   |
| ------ | ------ | ------ | ------ | ------ | ------ | ------ | ------ |
| 16 036 | 26 768 | 28 498 | 35 202 | 35 561 | 36 528 | 36 299 | 36 148 |